# Benthophilus stellatus
Benthophilus stellatus es una especie de peces de la familia de los Gobiidae en el orden de los Perciformes.

## Morfología
Los machos pueden llegar a alcanzar los 13,5 cm de longitud total.

## Distribución geográfica
Se encuentra en el mar de Azov, mar Negro y mar Caspio.

## Observaciones
Es inofensivo para los humanos.